# Mosterià
El mosterià és una cultura o període que es desenvolupa a partir del 70.000 aC aproximadament, a la part final del Paleolític inferior, durant els períodes glacials Würm I i Würm II i el període interglacial entre ambdós. Rep aquest nom pel jaciment a la cova de Lo Mostièr, situada a Paisac lo Mostièr (Peyzac-le-Moustier), al Perigord (departament de Dordonya, Aquitània).
Deriva directament, amb tota probabilitat, de la cultura anomenada acheulià i les seves contemporànies.
Apareixen destrals bifacials, triangulars o cordiformes, puntes, peces amb mosques, rascadors, peces denticulades, ganivets de dors rebaixat tallats en amples ascles de pedra, burins, raspadors i perforadors.
Els investigadors Henri Breuil, Denis Peyrony, François Bordes, L. i S. Binford, P. Mellars, N. Rolland, H. Dibble i E. Böeda van analitzar aquest període i, finalment, es va establir una classificació del mosterià en els cinc tipus següents: de tradició aucheliana (A i B), mosterià típic, charentià o Quina Ferrassie, mosterià de denticulats i basconià o Olha.
El mosterià evolucionat és un model cultural avançat del mosterià, desenvolupat ja al Paleolític superior, i que es confon i es classifica dins el solutrià.

## De tradició aucheliana
- Tipus A: arcaic. Bifaços cordiformes i triangulars en proporció entre el 5 i el 40%, índex de rascadors entre 20 i 45%, baix percentatge de ganivets de dors.
- Tipus B: evolucionat. Pocs bifaços, gran desenvolupament de ganivets de dors, làmines, descens d'eines mosterianes llevat els denticulats.

## Mosterià típic
Caracteritzat per l'escassetat de rascadors i peces bifacials, i l'abundància de puntes.

## Charentià o de La Quina-La Ferràssie

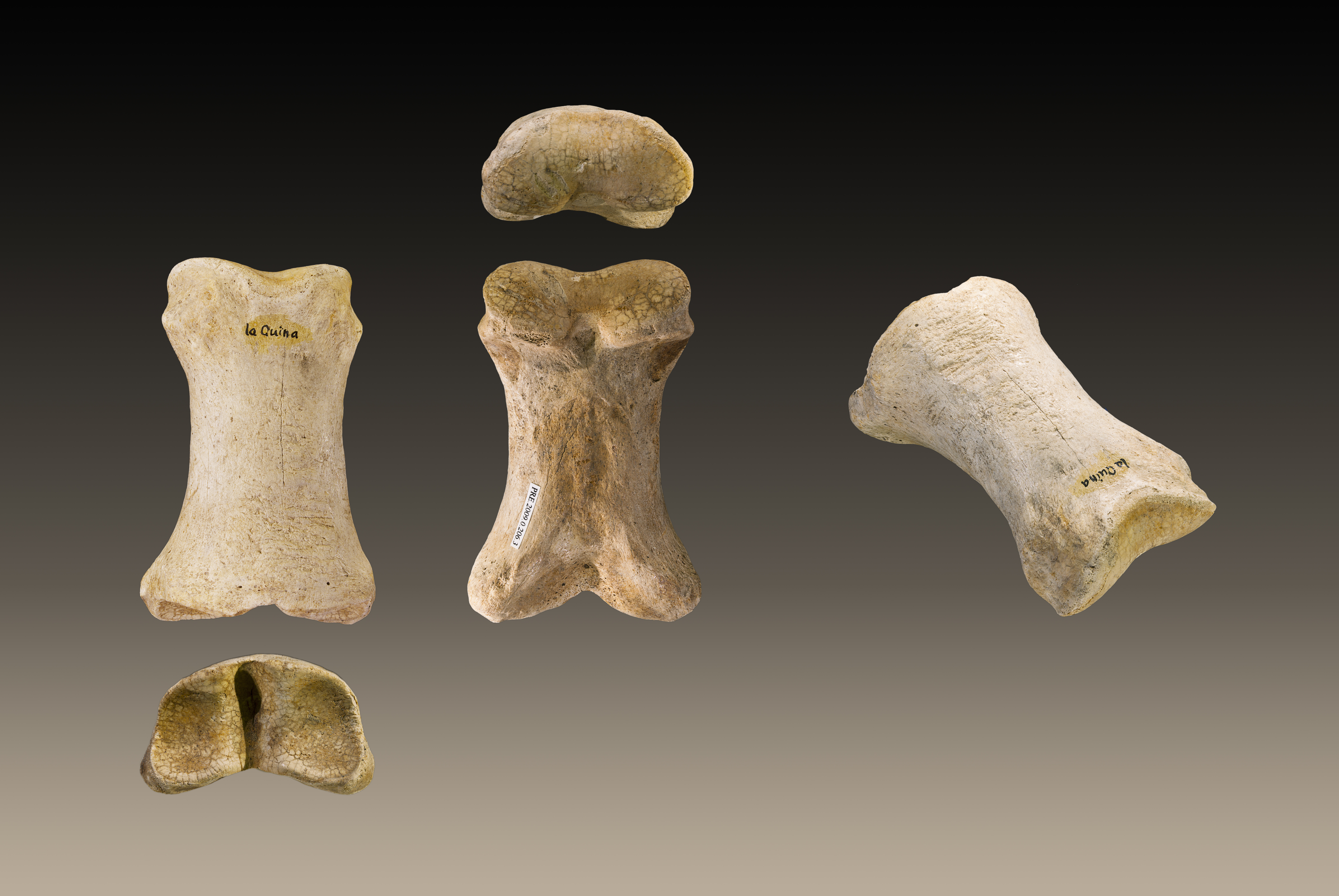
Impressió d'os del Museu La Quina, de Tolosa

Caracteritzat per l'escassetat de destrals bifacials, i amb rascadors convexos grossos i d'altres d'ampli retoc bifacial.

## Mosterià de peces denticulades
Caracteritzat per l'escassetat de rascadors i puntes. Abunden les peces amb mosques i denticulades. Absència de bifaços.

## Basconià o Olha
El va proposar Bordes per explicar la presència abundant de tallants al País Basc i Cantàbria. Es caracteritza per uns conjunts de tipus Quina o charentià evolucionat.
A Catalunya, el que es presenta és el mosterià amb peces denticulades.